# Stefano Oldani
Stefano Oldani   (Milà, 10 de gener de 1998) és un ciclista italià, professional des del 2019, quan fitxà pel Kometa Cycling Team. El 2020 fitxà pel Lotto-Soudal. Actualment corre a l'equip Cofidis.
En el seu palmarès destaca una victòria d'etapa al Giro d'Itàlia de 2022.

## Palmarès
- 2016
  -  Campió d'Itàlia de contrarellotge júnir
  - Vencedor d'una etapa al Gran Premi Rüebliland
- 2017
  - 1r al Memorial Guido Zamperioli
  - 1r a la Targa Libero Ferrario
- 2018
  - 1r al Trofeu Cav Uff Magni
- 2022
  - Vencedor d'una etapa al Giro d'Itàlia

### Resultats al Giro d'Itàlia
- 2020. 98è de la classificació general
- 2021. 79è de la classificació general
- 2022. 84è de la classificació general. Vencedor d'una etapa
- 2023. 45è de la classificació general